# 奧德魯比
51°15′38″N 29°6′41″E / 51.26056°N 29.11139°E
奧德魯比（烏克蘭語：Одруби），是烏克蘭北部的村莊，隸屬日托米爾州的科羅斯滕區。該村始建於1918年，面積0.42平方公里，海拔高度133米，2001年人口62，人口密度每平方公里147.62人。